# Euro Cup 1998
La Euro Cup 1998 è stata la terza edizione dell'omonimo torneo disputato nel 1998. È stata organizzata dalla EFAF.
Ha avuto inizio l'11 aprile e si è conclusa il 6 giugno con la finale di Bruxelles vinta per 21-6 dai danesi Aarhus Tigers sugli svizzeri Seaside Vipers.
Al campionato hanno preso parte 6 squadre, suddivise in 2 gironi.

## Squadre partecipanti
| Club             | Città     | Stadio | Sponsor ufficiale | Risultato nella stagione 1997               |
| ---------------- | --------- | ------ | ----------------- | ------------------------------------------- |
| Aarhus Tigers    | Aarhus    |        |                   |                                             |
| Brussels Angels  | Bruxelles |        |                   | Vicecampioni del Belgio                     |
| Vålerenga Trolls | Oslo      |        |                   | Campioni di Norvegia                        |
| Oslo Vikings     | Oslo      |        |                   | Vicecampioni di Norvegia                    |
| Roskilde Kings   | Roskilde  |        |                   | Campioni di Danimarca; campioni Euro Cup    |
| Seaside Vipers   | San Gallo |        |                   | Campioni di Svizzera; vicecampioni Euro Cup |

## Stagione regolare

### Calendario

#### 1ª giornata
| 11 aprile 1998 | Seaside Vipers | 69 – 12 | Brussels Angels |  |

#### 2ª giornata
| 18 aprile 1998 | Roskilde Kings | 0 – 18 | Oslo Vikings |  |

| 18 aprile 1998 | Aarhus Tigers | 53 – 13 | Vålerenga Trolls |  |

#### 3ª giornata
| 2 maggio 1998 | Roskilde Kings | 28 – 35 | Aarhus Tigers |  |

| 2 maggio 1998 | Vålerenga Trolls | 39 – 13 | Oslo Vikings |  |

| 3 maggio 1998 | Brussels Angels | 0 – 12 | Seaside Vipers |  |

#### 4ª giornata
| 16 maggio 1998 | Vålerenga Trolls | 28 – 17 | Roskilde Kings |  |

| 16 maggio 1998 | Oslo Vikings | 8 – 38 | Aarhus Tigers |  |

### Classifica
La classifica della regular season è la seguente:
- PCT = percentuale di vittorie, G = partite giocate, V = partite vinte, P = partite perse, PF = punti fatti, PS = punti subiti
- La qualificazione alla finale è indicata in verde

#### Girone A
| Pos. | Squadra          | %V    | G | V | P | PF  | PS |
| ---- | ---------------- | ----- | - | - | - | --- | -- |
| 1    | Aarhus Tigers    | 1.000 | 3 | 3 | 0 | 126 | 49 |
| 2    | Vålerenga Trolls | .667  | 3 | 2 | 1 | 80  | 83 |
| 3    | Oslo Vikings     | .333  | 3 | 1 | 2 | 39  | 77 |
| 4    | Roskilde Kings   | .000  | 3 | 0 | 3 | 45  | 81 |

#### Girone B
| Pos. | Squadra         | %V    | G | V | P | PF | PS |
| ---- | --------------- | ----- | - | - | - | -- | -- |
| 1    | Seaside Vipers  | 1.000 | 2 | 2 | 0 | 81 | 12 |
| 2    | Brussels Angels | .000  | 2 | 0 | 2 | 12 | 81 |

## Verdetti
- Aarhus Tigers Vincitori della Euro Cup 1998